# Zasavica II
Zasavica II (Засавица II) vagy Donja Zasavica (Доња Засавица) település Szerbiában, a Vajdaságban, a Szerémségi körzetben, Szávaszentdemeter községben.

## Demográfiai változások
| 1948 | 1953 | 1961 | 1971 | 1981 | 1991 | 2002 |
| ---- | ---- | ---- | ---- | ---- | ---- | ---- |
| 769  | 814  | 806  | 760  | 767  | 750  | 707  |